# クリスタリン
クリスタリン(Crystallin)は、動物の眼のレンズに当たる器官、水晶体に存在するタンパク質の一種。重量にして水晶体の1/2〜1/3を占める。ほ乳類の場合、α-、β-、γ-の3種のタンパクの混合物である。
もともとは異なった用途に使われており、ホヤの中枢神経系にあるクリスタリンは重力の感知に関わっていると見られている。
なおクリスタリンの詳細な立体構造の解明は結晶化の難しさから難航しているが、近年になりα-クリスタリン、γB-クリスタリンの構造が判明した。
ちなみに、1826年にインディゴを加熱して得られた化合物が同名の「クリスタリン」と名付けられたことがあったが、こちらは後にアニリンという名称に統一されたため、この名は消失している。

## 水晶体
水晶体の細胞は発生時にクリスタリンを一杯に満たすと他の器官を萎縮させてしまい、タンパクの合成機能も失う。このためクリスタリンは他のタンパクと異なり交換・補充が利かず、一生にわたって使用される。α-クリスタリンのシャペロン機能（下記）が十分に機能しなくなってクリスタリンが会合を起こし、シスチン結合などを形成して固まってしまうと水晶体は透明度を失い、視力に障害が生じる。これが白内障の原因である。
クリスタリンの会合の原因としては、α-クリスタリンに含まれるアスパラギン酸がL体からD体に変化（ラセミ化）することなどが指摘されている。

## 起源
クリスタリンのアミノ酸配列を調べると、全く異なる機能のタンパク質と配列類似性が高いものが多いことがわかっている。例えばヒトのα-クリスタリンはある種の熱ショックタンパク質とほぼ同一の配列を持つ。これは進化の過程で、他のタンパク質が流用されてクリスタリンができたものと考えられている。

## 機能
α-クリスタリンは、部分的に変性したβ-及びγ-クリスタリンを正常に戻し、会合を防ぐ機能（シャペロン）を持つことが判明している。β-とγ-クリスタリンは水晶体の透明性の維持や、光の屈折率を高める機能を持つ。人間の場合、水晶体におけるクリスタリンの割合はαが45%、βが20%、γが35%である。